# جاناتان ام. وین رایت (ژنرال)
جاناتان ام. وین رایت (انگلیسی: Jonathan M. Wainwright; ۲۳ اوت ۱۸۸۳ – ۲ سپتامبر ۱۹۵۳) فرد نظامی اهل ایالات متحده آمریکا بود.
وی همچنین برندهٔ جوایزی همچون نشان افتخار (آمریکا)، صلیب خدمات برجسته (ایالات متحده)، نشان ستاره برنزی، و نشان خدمات برجسته (ارتش آمریکا) شده‌است.